# 克拉斯·通贝里
克拉斯·通贝里（瑞典語：Clas Thunberg，1893年4月5日—1973年4月28日），生于赫尔辛基，芬兰男子速度滑冰运动员。他曾代表芬兰在冬季奥运会速度滑冰比赛中获得5枚金牌、1枚银牌和1枚铜牌。他与1973年在赫尔辛基去世。